# Martin Nyrop
Martin Nyrop, född 11 november 1849, död 18 maj 1921, var en dansk arkitekt. Han var kusin till historikern Camillus Nyrop.

## Biografi
Martin Nyrop var en av Europas främsta arkitekter under början av 1900-talet. Han utövade ett stort inflytande både genom sina verk och sin lärarverksamhet som professor vid Det Kongelige Danske Kunstakademi 1906–1919. Det första arbete som gjorde honom känt var utställningspalatset i trä till Nordiska industri-, lantbruks- och konstutställningen i Köpenhamn 1888, präglat av rik fantasi och festglädje. Nyrop segrade strax därpå i tävlingen om Köpenhamns rådhus, vilket uppfördes efter hans ritningar 1892–1902. Intryck från Norditaliens gotik omformade i nordisk tegelstil utmärker särskilt byggnadens torn. Senare utvecklade han en mer självständig jugendinfluerad stil. Bland hans senare byggnader märks Eliaskyrkan på Vesterbro och Bispebjerg Hospital, även de i Köpenhamn.

## Utmärkelser
- Dannebrogsmännens hederstecken,  1900[7]
- Kommendör av första graden av Dannebrogorden,  1905[7]

[Redigera Wikidata]